# Apaj (Magyarország)
Apaj község Pest vármegyében, a Ráckevei járásban.

## Fekvése
A Kiskunsági Nemzeti Park nyugati határán fekszik, Budapesttől 50 kilométerre délre, Dömsödtől és a Ráckevei-Dunától 8 kilométerre keletre.
A szomszédos települések: északkelet és kelet felől Bugyi, dél felől Kunszentmiklós, nyugat felől Dömsöd, északnyugat felől pedig Kiskunlacháza. Kevés híja van annak, hogy nem határos délnyugat felől még Tass községgel is.

### Megközelítése
A település központján, annak főutcájaként végighalad észak-déli irányban az 5203-as út, ezen érhető el Kiskunlacháza és Kunszentmiklós felől is. Az ország távolabbi részei felől a legfontosabb közúti elérési útvonala az 51-es főút, amelyről Dömsödnél letérve érhető el, az 52 305-ös számú mellékúton.
A hazai vasútvonalak közül a MÁV 150-es számú Budapest–Kelebia-vasútvonala érinti; a vonalnak hivatalosan ugyan nincs megállási pontja Apaj területén, de Dömsöd vasútállomása alig pár lépésre van a falu belterületének nyugati szélétől, így ma már sokkalta inkább tekinthető Apaj, mintsem a bő 7 kilométerre elterülő Dömsöd állomásának. (Viszont a Budapest–Belgrád-vasútvonal felújítása miatt, a munkálatok befejeztéig vonatok helyett autóbuszok közlekednek ezen a szakaszon.)

## Története
Első fennmaradt okleveles említése (Opoy) 1291-ből való. 
Egy ideig királynői birtok volt, majd a Margitszigeti apácák tulajdonába került, de volt – többek között – a Balassa családé is. 
A 15. században két településrészből állt, Alsóapajból és Felsőapajból. 
A török hódoltság idején elpusztult, és csak a 19. század során népesült be újra. Akkori neve Apajpuszta volt.
1945 után uradalmi központ jellege megszűnt, s közigazgatásilag Dömsödhöz csatolták. 
1985-ben vált ismét önálló községgé, elsősorban a Kiskunsági Állami Gazdaság fejlődésének köszönhetően.
2008-ban közös körjegyzőséget hozott létre Dömsöd községgel. 
Apaj régen híres volt ló- és szarvasmarha-tenyésztéséről, de nemzetközi hírű versenyló-vérvonala már a múlté. Jelentős viszont a közelben élő túzokok állománya.
1967-től 2006-ig minden évben itt rendezték meg a Kiskunsági Pásztor- és Lovasnapokat.

## Közélete

### Polgármesterei
- 1990–1994: Hubay Ádám (MDF)[3]
- 1994–1998: Hubay Ádám (független)[4]
- 1998–2002: Hegedűs Lajosné (független)[5]
- 2002–2004: Hegedűs Lajosné (független)[6]
- 2004–2006: Hegedűs Lajosné (független)[7]
- 2006–2010: Novák Pál (független)[8]
- 2010–2014: Novák Pál (független)[9]
- 2014–2019: Novák Pál (független)[10]
- 2019–2024: Novák Pál (független)[11]
- 2024– : Novák Pál (független)[1]

A településen 2004. október 10-én időközi polgármester-választást (és képviselő-testületi választást) tartottak az előző képviselő-testület önfeloszlatása miatt. A választáson az addigi polgármester is elindult, és meg is nyerte azt.

## Népesség
A település népességének alakulása:
| Lakosok száma | 1224 | 1231 | 1164 | 1107 | 1082 | 1087 | 1095 |
|               | 2013 | 2014 | 2018 | 2021 | 2022 | 2023 | 2024 |

A 2011-es népszámlálás során a lakosok 81,1%-a magyarnak, 0,2% cigánynak, 0,2% németnek mondta magát (18,9% nem nyilatkozott; a kettős identitások miatt a végösszeg nagyobb lehet 100%-nál). A vallási megoszlás a következő volt: római katolikus 31,4%, református 19,9%, evangélikus 0,6%, görögkatolikus 0,5%, felekezeten kívüli 13,8% (33,5% nem nyilatkozott).
2022-ben a lakosság 93,3%-a vallotta magát magyarnak, 1% cigánynak, 0,4% szerbnek, 0,4% németnek, 0,3% románnak, 0,2% ruszinnak, 0,6% egyéb, nem hazai nemzetiségűnek (6,7% nem nyilatkozott; a kettős identitások miatt a végösszeg nagyobb lehet 100%-nál). Vallásuk szerint 22,8% volt római katolikus, 16,1% református, 0,8% görög katolikus, 0,2% evangélikus, 0,9% egyéb keresztény, 0,9% egyéb katolikus, 20,1% felekezeten kívüli (38% nem válaszolt).

## Nevezetességei
- Református templom, mely a Széchenyi-terv segítségével épült, és 2005. április 24-én szentelték fel
- Millenniumi park
- Felső-kiskunsági szikes puszta (a Kiskunsági Nemzeti Park része)